# 井口俊英
井口 俊英（いぐち としひで、1951年〈昭和26年〉3月10日 - 2019年〈平成31年〉4月6日）は、小説家、旧大和銀行ニューヨーク支店元行員（トレーダー）。大和銀行ニューヨーク支店巨額損失事件の中心人物である。当時ウォール街ではトレーダートゥシと愛称されていた。

## 経歴

### 生い立ち
1951年、兵庫県神戸市に生まれる。1969年、神戸市立葺合高等学校を卒業後にアメリカ駐在の父親からニューヨークへ呼ばれ、ニューヨーク大学の外国人向け英語クラスなどで学び、翌年2月にミズーリ州立大学群へ入学する。父からの仕送りは学費に限られ、皿洗い、ウェイター、食肉処理場の夜警など週当たり30時間ほど様々なアルバイトに就き、4回生時はチアリーダの一員としてミズーリ州内各地の大学で活動する。在学中の1974年、セントルイス出身の米国人女性と結婚し、マツダ自動車の販売員やシボレーのトラック販売員などを務め、1975年に残る必修科目を修め同学を卒業する。

### 大和銀行
- 1976年1月6日、父の紹介で大和銀行ニューヨーク支店に嘱託として採用され、証券保管（カストディ）係を経て翌年、係主任へ就き証券運用を担当する。
- 1983年、変動金利債取引の損失から無断取引を始める。同年秋にシティバンクから営業副社長として年俸15万ドルでオファーされるも、米国債簿外取引の損失数百万ドルを抱えており断念する。
- 1984年、5万ドルを証券会社の本人名義口座へ送金して着服する。
- 1987年、12年以上連れ添った妻と離婚している。
- 1988年1月、52万ドルを他人名義の借名口座へ送金して着服する。その後も無断取引を繰り返して巨額の損失を簿外に隠蔽するも、三度の内部検査、日本の国税庁や大蔵省、ニューヨーク連邦準備銀行等の検査ではいずれも発覚していない。

### 事件の発覚
- 1995年7月17日、藤田彬頭取へ無断取引と損失隠蔽を告白する書状を送付する。
- 9月23日、当時の外貨レートで約960億円余相当の11億ドル[3]の売買損を隠蔽した容疑でFBIに逮捕される。
- 1996年2月16日、ニューヨーク連邦地裁で禁固4年及び罰金200万ドルの実刑判決を言い渡され、ニューヨーク市内の連邦刑務所であるメトロポリタン矯正センターに約1年3ヵ月収監される[4]。
- 1997年1月、経済犯など凶暴性が低い囚人を主に収容するアレンウッド連邦刑務所 (FCC) へ移送されて約2年間服役する。
- 1998年11月に仮出所する。

### 後年
- 1999年、大和銀行ニューヨーク支店行員だった明美[5]（後年の死去時に訃報を伝えた妻とは別人[2]）と再婚してジョージア州アトランタに在住する。
- 2007年に神戸に戻り、教育ソフト開発の会社を設立した[6]。
- 肺癌を患い、フロリダ州ネイプルズに移住していたが、2019年4月6日に死去した[2]。

## テレビ番組
- 日経スペシャル ガイアの夜明け りそな攻防200日 〜実質国有化で再生できるか〜（2003年12月9日、テレビ東京）[7]。

## 書籍

### 著書
- 『告白』（1997年11月5日、文藝春秋）ISBN 4163524509
  - 『告白』（1999年5月10日、文藝春秋 文春文庫）ISBN 416762401X）
- 『刑務所の王』（2000年8月30日、文藝春秋）ISBN 4163564705
  - 『刑務所の王』（2003年7月31日、文藝春秋 文春文庫）ISBN 4167624028）
- 『陰謀のドル FRB議長暗殺』（2002年7月30日、文藝春秋）ISBN 4163210709）
- 『とんぼ』（電子書籍、2014年7月13日、ASIN B00LS8ZFRG）
- 『摩天楼の罠』（電子書籍、2014年7月16日、ASIN B00LVJ7TR6）

### 関連書籍
- 『ニューヨーク発 大和銀行事件 日本の銀行が陥った国際金融犯罪の全貌』（著者:水野隆徳）（1996年11月21日、ダイヤモンド社）ISBN 4478260338）
- 『マーメイド』（著者:井口明美）（2003年2月21日、日経BP社）ISBN 4822243192）- 当時の妻が執筆した書籍